# Percy Radcliffe
Pour les articles homonymes, voir Radcliffe.
Percy Pollexfen de Blaquiere Radcliffe (1874–1934) est un militaire britannique.
Chef d'état-major au IIe corps de 1915 à 1916 et du corps canadien de 1916 à 1918, il fut le directeur des opérations militaires de 1918 à avril 1922[Où ?].
Il est également le représentant britannique au sein de la mission interalliée en Pologne, en juillet-août 1920.

## Œuvres
- Tactical Employment of Field Artillery (traduction du français).
- Report on the Franco-British Mission to Poland, July, August 1920.